# Farsi (huyện)
Farsi là một huyện thuộc tỉnh Herat, Afghanistan. Dân số thời điểm năm 1999 là 22,876 người.